# Progreso, Tabasco
Progreso är en ort i Mexiko.   Den ligger i kommunen Jalapa och delstaten Tabasco, i den sydöstra delen av landet, 700 km öster om huvudstaden Mexico City. Progreso ligger 13 meter över havet och antalet invånare är 362.
Terrängen runt Progreso är mycket platt. Runt Progreso är det ganska tätbefolkat, med 124 invånare per kvadratkilometer. Närmaste större samhälle är Río de Teapa, 5,5 km väster om Progreso. Trakten runt Progreso består till största delen av jordbruksmark.